# Chiesa di San Bartolomeo Apostolo (Fisciano)

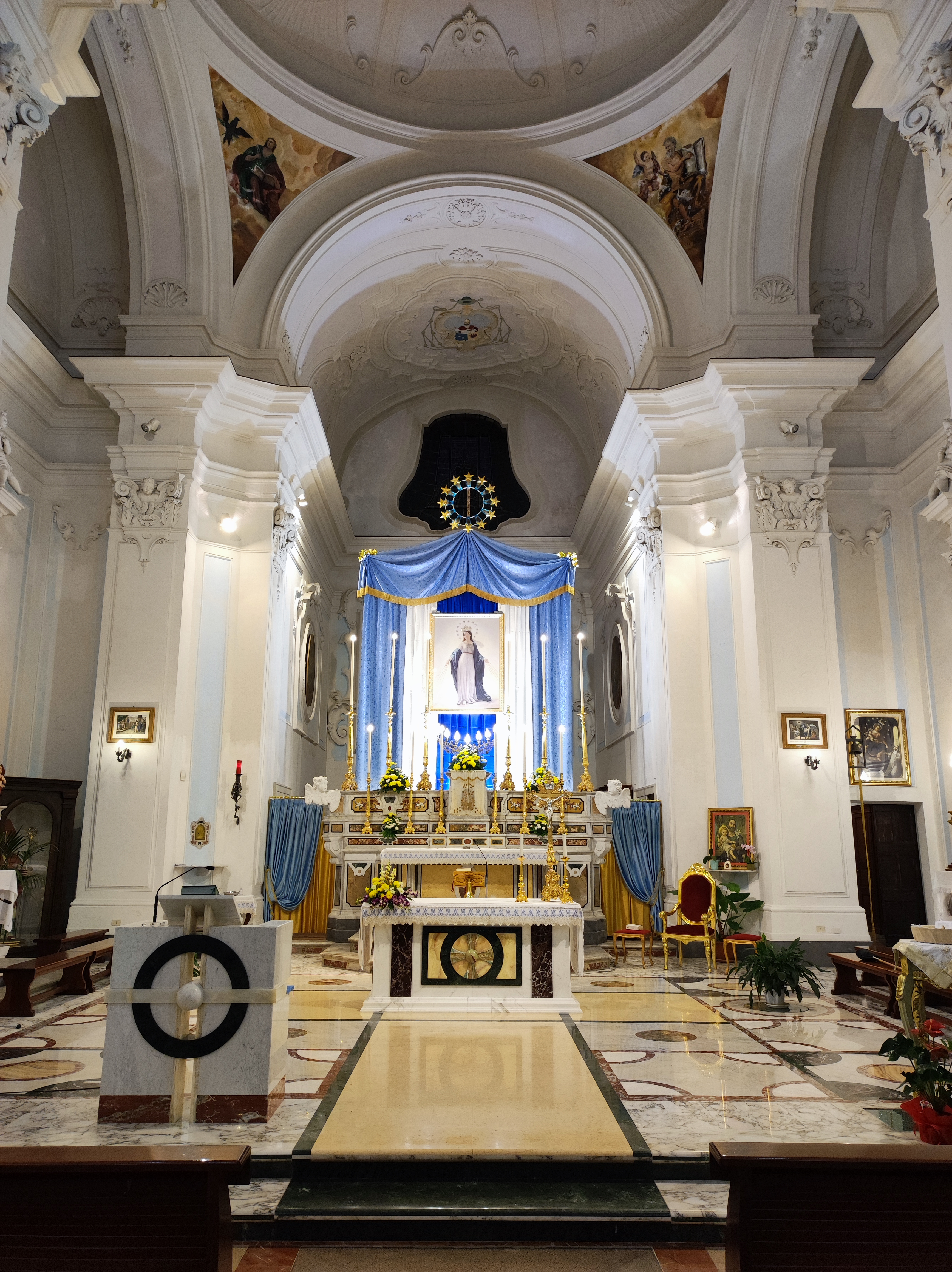
Presbiterio e altare maggiore

La chiesa di San Bartolomeo Apostolo è un luogo di culto cattolico di Fisciano, situato in piazza Parroco Giuseppe Ricciardi a Penta, adiacente al Parco Pubblico "Mario e Carlo Giovanardi", antico giardino dell'annesso monastero di Santa Maria delle Grazie già monastero di Sant'Andrea.                             

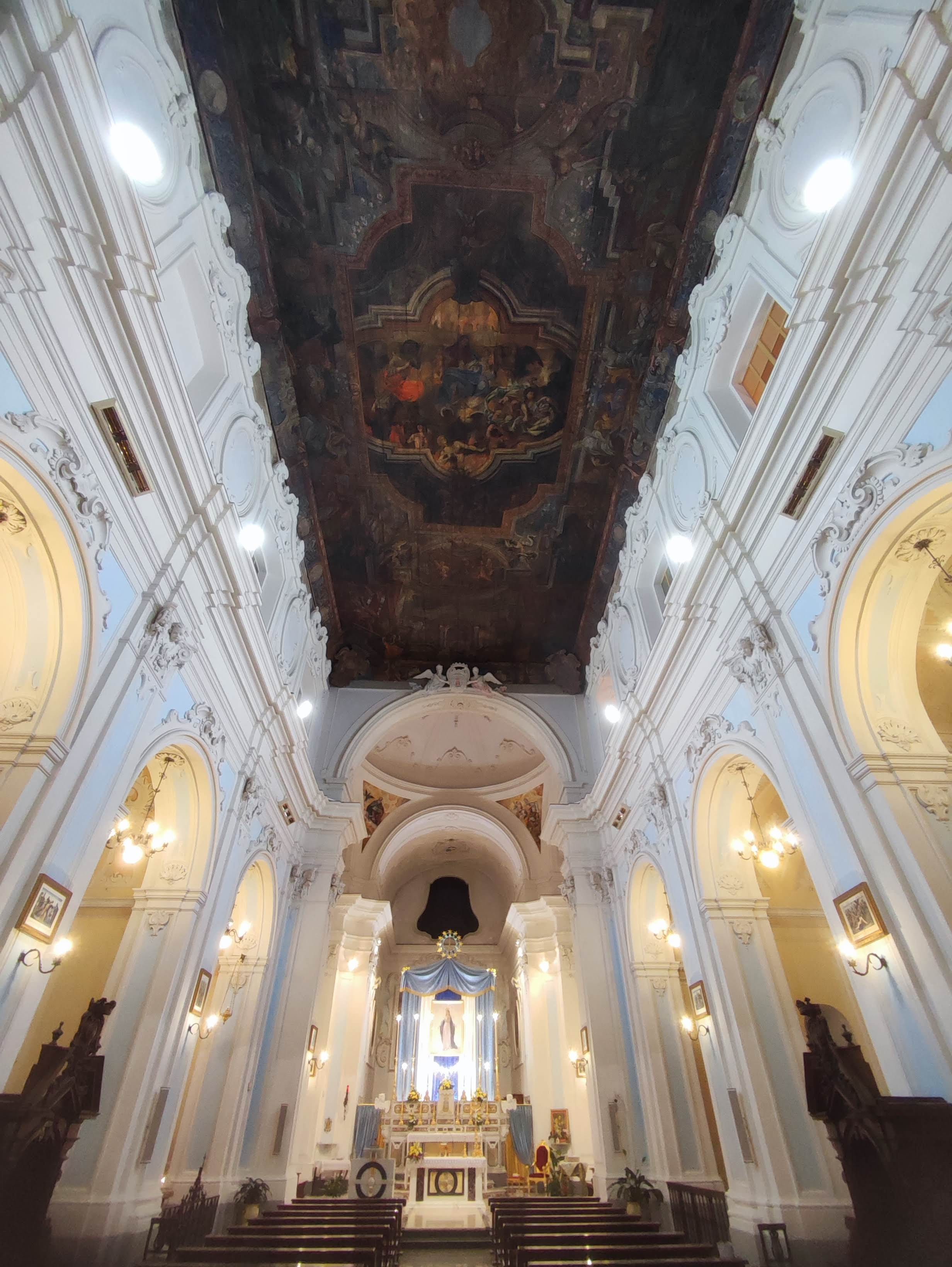
Navata centrale con il tavolato ligneo di Michele Ricciardi

In origine parte di detto monastero, fu chiesa abbaziale fino al 1807, anno della soppressione del cenobio, e in seguito chiesa della parrocchia di San Bartolomeo Apostolo, fondata nel 1511.

## Storia
La chiesa di San Bartolomeo Apostolo venera il culto del Santo Patrono di Penta e compatrono del Comune di Fisciano, San Rocco. La struttura è parte integrante dell'ex monastero di Sant'Andrea, poi diventato monastero dei Padri Virginiani. Nel 1140 i Padri Verginiani presero possesso del monastero dedicato a Sant'Andrea, fondato probabilmente dallo stesso Patriarca dei Verginiani, San Guglielmo da Vercelli. La presenza dei Verginiani influì molto sulla coltivazione di erbe medicinali e sulla costruzione di opifici. Tanto più che nel XIV secolo Penta divenne uno dei centri più importanti della Congregazione. All'interno è conservata la statua di San Rocco, con annessa reliquia.

## Descrizione

### La struttura
Alla chiesa si accede attraverso un pronao a quattro pilastri quadrangolari con basamento in pietra sui quali scaricano tre volte a crociera. Il pronao funge da “spazio filtro” tra il monumentale edificio e lo spazio antistante (oggi Piazza Parroco Giuseppe Ricciardi).                                                          
Rilevante è il portale d’accesso in tufo opera della bottega di Cosimo Fanzago, tra i massimi esponenti del barocco napoletano, la cui influenza si rintraccia anche nelle decorazioni a stucco di diverse cappelle della chiesa. In alto, sul portale, è inciso a lettere capitali: A D MDCXXXXVIII D. AAAPE

### L'interno
La chiesa è ad unica navata, seguendo l’architettura tipica delle costruzioni verginiane, a pianta rettangolare con dieci cappelle laterali, cinque a lato di cui due larghe circa il doppio dando origine al transetto. 
Le cappelle, sottolineate da una serie di archi a tutto sesto, sono coperte da volte a botte e sono finemente decorate da marmi e stucchi tipici del XVII-XVIII secolo. 
L’unica ampia navata è sovrastata da un superbo tavolato, opera del pittore Michele Ricciardi, la cui parte centrale è emersa solo dopo i restauri a seguito del parziale crollo del tavolato dopo il 1980 e la conseguente distruzione della pregevole tela del Ricciardi che la rivestiva. 
L’incrocio tra la navata e il transetto è individuato da una volta sferica. Gli stucchi che la decorano riproducono delle nervature radiali che si diramano da un finto oculo, collocato al centro della cupola, sul cui sfondo azzurro cielo si libra una colomba ad ali spiegate. I quattro pennacchi della cupola sono decorati da affreschi dei quattro Evangelisti
Ai lati della navata sono presenti due confessionali in legno di fattura settecentesca.

#### Le cappelle
Le cappelle sono decorate con stucchi barocchi e di ispirazione tardo manierista con influenze di Cosimo Fanzago e Michelangelo Naccherino.                                     È del 1740 un protocollo notarile che ricorda i lavori eseguiti su commissione dell'abate Siviglia dal mastro stuccatore Francesco Conforto del casale di Calvanico su disegno di Michele Ricciardi. 
Partendo dalla sinistra dell’ingresso vi sono:
- Cappella con tela di Michele Ricciardi "San Michele che batte il diavolo"
- Cappella del Corpus Domini con una statua donata da un abate
- Cappella con tela di Paolo de Majo "Immacolata concezione" datata 1753
- Cappella di San Rocco con annessa reliquia (un piccolo frammento di femore) e una statua lignea attribuita a Giacomo Colombo.[4] È inoltre presente un pavimento maiolicato, commissionato nel 1747 dall'abate Siviglia, con stemma dell'ordine di Montevergine
- Cappella del transetto con tela del Ricciardi  "Apoteosi della Croce con i Santi Benedetto da Norcia e Guglielmo da Vercelli" (fondatore dell'Ordine verginiano). Dipinto in basso, a sinistra - D. BERNARDUS/ DA SIVIGLIA/ ABBAS/ EX SUA/ DEVOZIONE/ F. F./ A. D. 1739 - lettere capitali - a pennello - latino.[5]

Partendo dalla destra dell'ingresso vi sono: 
- Cappella con tela di Paolo de Majo "Il sogno di Giuseppe" datata 1757
- Cappella con tela di autore e datazione incerti "Madonna in trono con bambino e i Santi Tommaso d'Aquino e Ignazio di Loyola" (danneggiata)
- Cappella della Vergine Addolorata con due nicchie laterali nelle quali sono poste le statue di San Francesco d’Assisi e San Vincenzo Ferrer
- Cappella con tela datata 1639 della Madonna di Montevergine
- Cappella del transetto con altare in legno dipinto e tufo con statua dell'Immacolata attribuita a Nicola Fumo, considerato uno dei maggiori esponenti del barocco napoletano, in particolar modo nell'ambito della scultura lignea, circondata da quindici piccole tele[2] . Al di sotto della mensa è affrescata la Deposizione di Gesù dalla Croce.

L'altare maggiore, in marmi policromi, è risalente al XVIII secolo. Nel 1741 l'altare fu ricostruito e consacrato dall'abate Bernardo Siviglia come inciso su una lapide nel retro dell'altare D. O. M./ QUAM RESPICITIS ARAM/ ABBAS D./ BERNARDUS M. SIVIGLIA/ SACRAVIT/ CONSPRUVENDAMQ: CURAVIT/ M.DCCXLI  

Le pareti del vano del coro ospitano tele tra le quali una superba opera di Michele Ricciardi del 1742-1743: "La visitazione della Beata Vergine Maria a Santa Elisabetta" un olio su tela grande 3,5 x 5 m. 

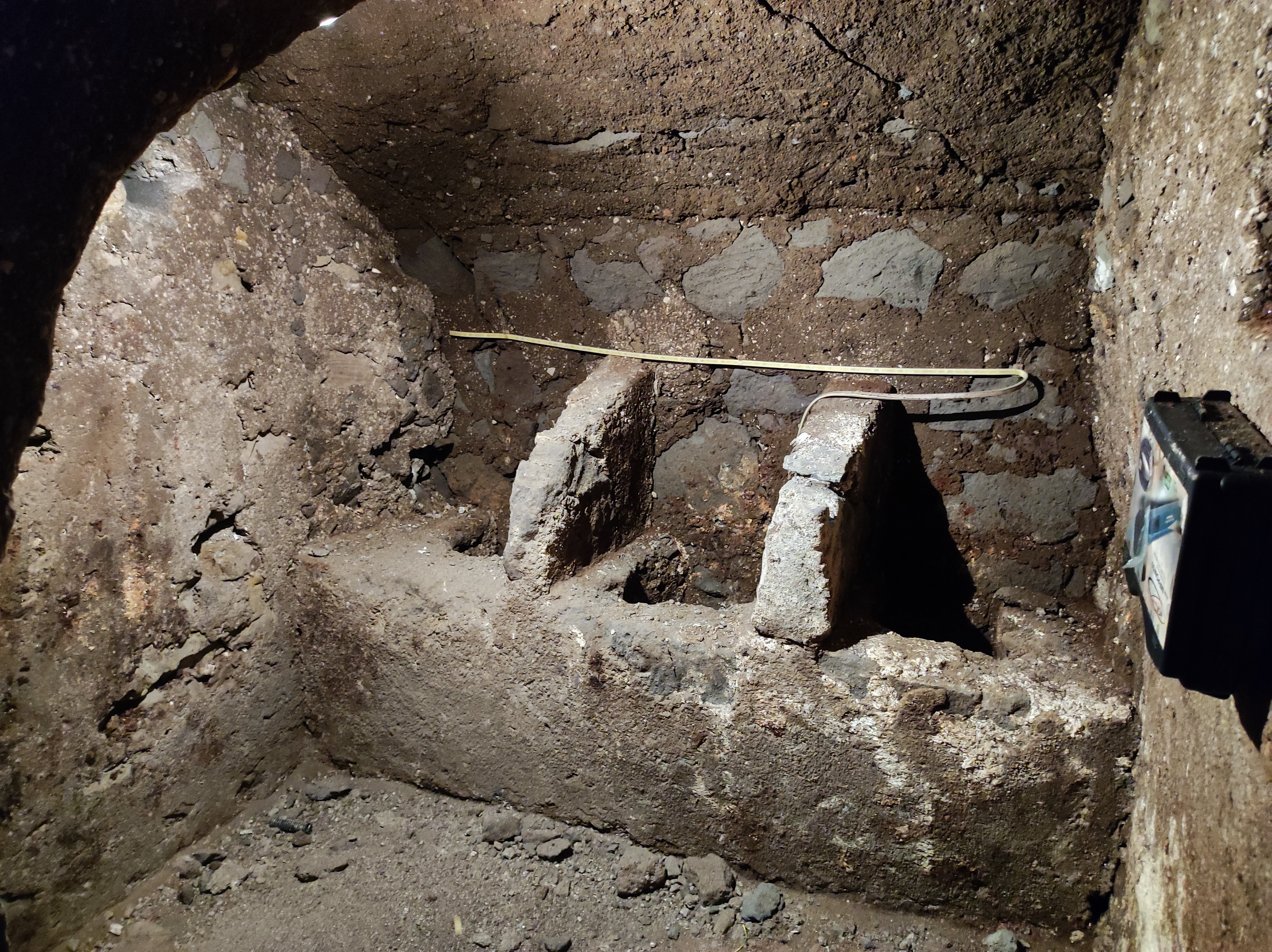
Cripta del presbiterio

In origine il coro era sede di un pregevole organo ligneo composto da 800 canne, arrecante la scritta “Tomas De Martino Neapolitanis Regia Cappella S.M. Organarius fecit A.D. MDCCXLV”, costruito in legno di pioppo e castagno presenta intagli e fregi meccati tipicamente barocchi e costituisce un unicum che concorre, insieme al fastoso arredo dell'interno, a sottolineare la grande importanza dell'Abbazia Verginiana nel territorio della Valle dell'Irno. Tale organo, dopo un restauro terminato nel 2014, è ubicato al di sopra dell'ingresso della chiesa laddove era stato spostato in precedenza
In corrispondenza del presbiterio è ubicata una cripta a cui vi si accede mediante una scalinata. 

#### La sagrestia
Alla destra del presbiterio vi è l'ingresso alla sagrestia, riccamente decorata di affreschi e stucchi in parte perduti dopo il terremoto del 1980. Da menzionare è il pavimento maiolicato del 1700, piuttosto danneggiato. Un'alta balaustra lignea datata 1786 delimita lo spazio spesso definito "antisagrestia" dalla sagrestia vera e propria ove è presente un coro ligneo del XVIII secolo, due tele coeve al resto dell'arredo, e un lavabo in marmo con stemma di Montevergine. Nell'abside della sagrestia vi è un affresco della Madonna di Montevergine simile alla tela della quarta cappella di destra.

### Il campanile
La torre campanaria , che si affaccia su Piazza Armando Diaz dov'è il monumento della Vittoria Alata, è a pianta quadrata e articolata su quattro livelli delimitati da cornicioni aggettanti in pietra sagomata. Nel corso dei secoli la struttura è stata messa a dura prova da terremoti e rimaneggiata a causa di quest'ultimi infatti per ragioni statiche sono state chiuse diverse monofore ad eccezioni di quelle dell'ultimo piano ed inoltre negli anni '70 del secolo scorso è stato modificato il tetto del campanile eliminando il caratteristico tetto a punta, tipico dell'architettura benedettina. 

Nella parete del campanile che si affaccia su via San Rocco è murata un lapide risalente al 1400 su cui è inciso: 
HOC OPUS
FIERI FECIT FRATER FUSCUS DE ALFERIO
PRIOR SANCTAE MARIAE DE PANTA AD HONOREM DEI ET BEATAE MARIAE VIRGINIS
ET OMNIMUM SANCTORUM AD REMISIONEM
PECCATORUM ET AMNIUM BENEFACTORUM
VIVORUM ET MORTUORUM SUB ANNO
DOMINI MCCCC LI DIE PRIMO MENSIS

SEPTEMBRIS DECIME INDICIONIS.
Data quindi di un restauro del Convento dedicato alla Beata Vergine Maria.                                                                                                                                                                                                 All'ultimo piano del campanile è presente un orologio datato 1888.

### Parrocchia San Bartolomeo Apostolo - Santa Maria delle Grazie - Santa Lucia
La chiesa di San Bartolomeo Apostolo è parrocchia nel 1511. Nel 1807 la sede parrocchiale è trasferita nell'ex chiesa del monastero dei Verginiani dedicata a Santa Maria delle Grazie. La parrocchia di San Bartolomeo Apostolo di Basso Penta e di Santa Maria delle Grazie di Capo Penta sono unite il 28 giugno 1986. Il 16 agosto 2011 la chiesa di Santa Lucia in Orignano di Baronissi è unita alla parrocchia di San Bartolomeo Apostolo e Santa Maria delle Grazie in Penta assumendone l'attuale denominazione.
La parrocchia di San Bartolomeo Apostolo - Santa Maria delle Grazie - Santa Lucia fa parte dell'Arcidiocesi Salerno - Campagna - Acerno.
Dal 2012 al 2017 la Parrocchia faceva parte dell'Unità Pastorale "Valle dell'Irno".

## Opere già nella chiesa Abbaziale di Santa Maria delle Grazie (oggi San Bartolomeo Apostolo)
Tra parentesi le attuali collocazioni 
- Cristoforo Scacco di Verona

Trittico di Santa Maria delle Grazie con i Santi Giovanni Battista e Benedetto e i Santi Giovanni Evangelista e Gugliemo da Vercelli, commissionato da un tale "Sagisius de Sagisio", 1493 (Napoli, Museo e Gallerie Nazionali di Capodimonte)

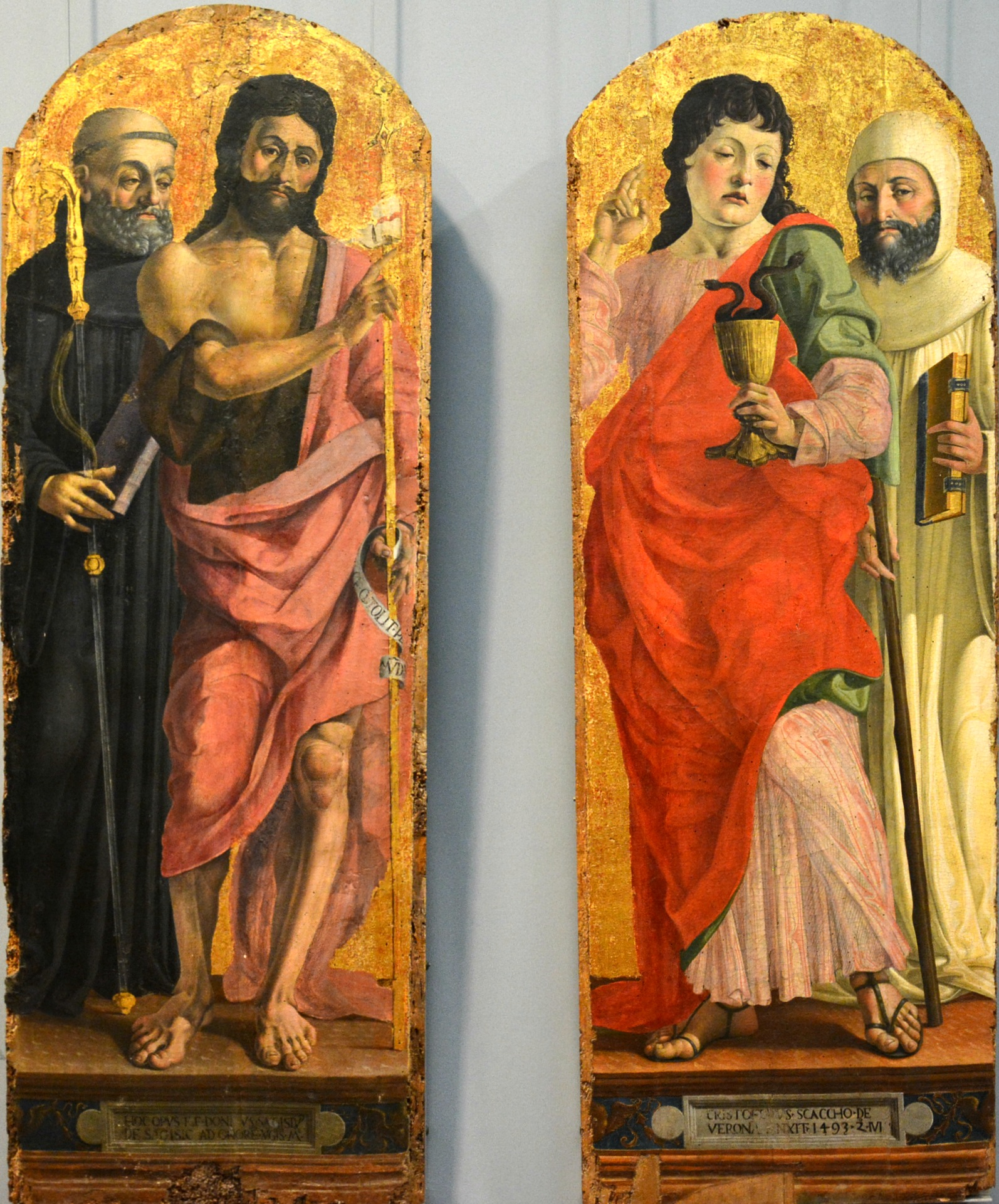
Elementi del trittico di Penta: Santi Giovanni Battista e Benedetto, Giovanni evangelista e Guglielmo da Vercelli. Napoli, Museo nazionale Capodimonte

- Michele Ricciardi

Madonna col Bambino e i Santi Filippo Neri e Francesco d'Assisi. Olio su tela, 1706 (Salerno, Museo diocesano San Matteo)
Madonna del Rosario con i Santi Girolamo e Domenico di Guzmán. Olio su tela, 1740 (Salerno, Museo diocesano San Matteo)

Madonna col Bambino e i Santi Giuseppe, Anna, Gioacchino, Elisabetta, Zaccaria e Giovannino. Olio su tela, 1746 (Salerno, Museo diocesano San Matteo)

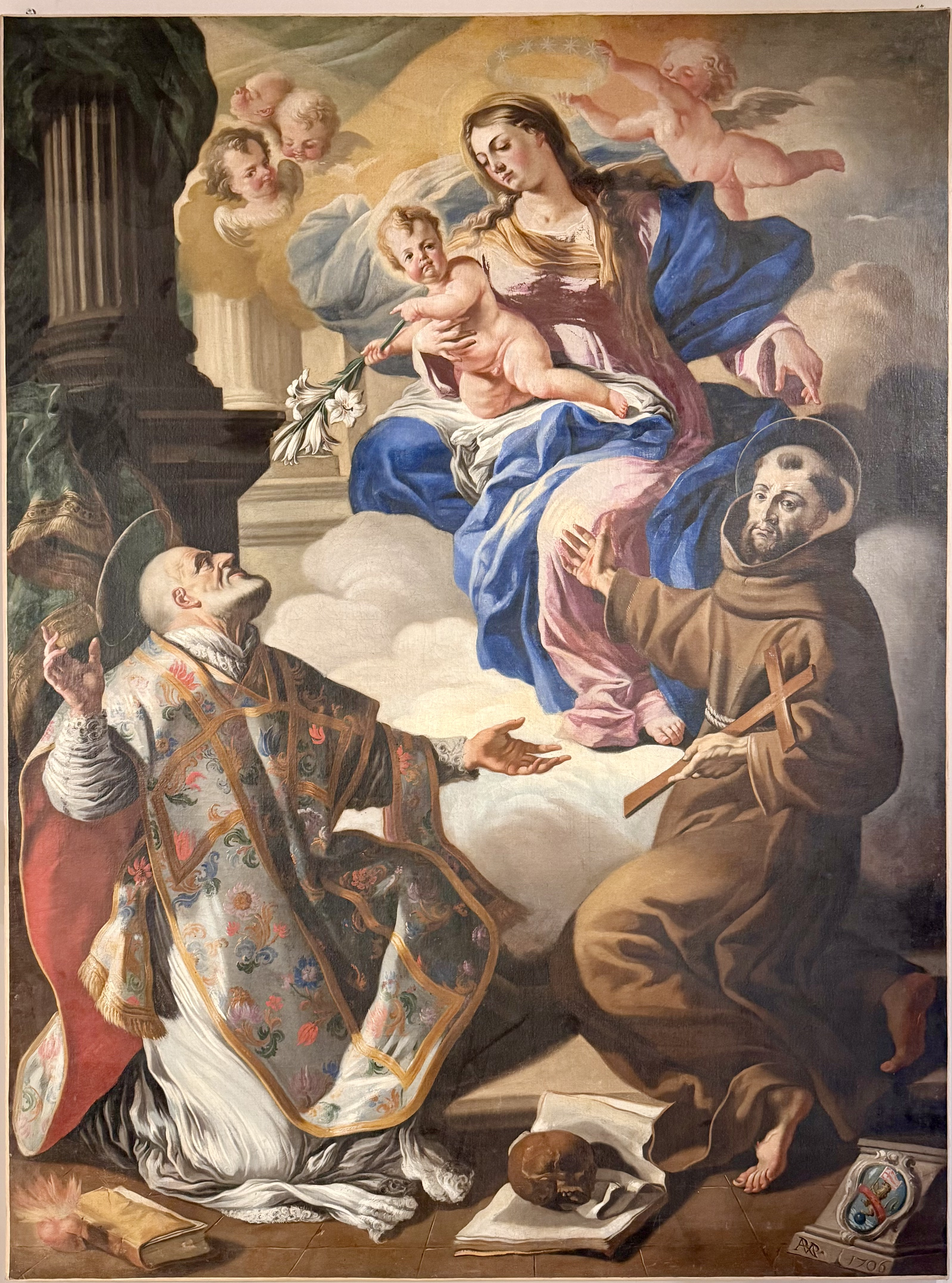
Madonna con il Bambino tra i santi Filippo Neri e Francesco d'Assisi (Michele Ricciardi)
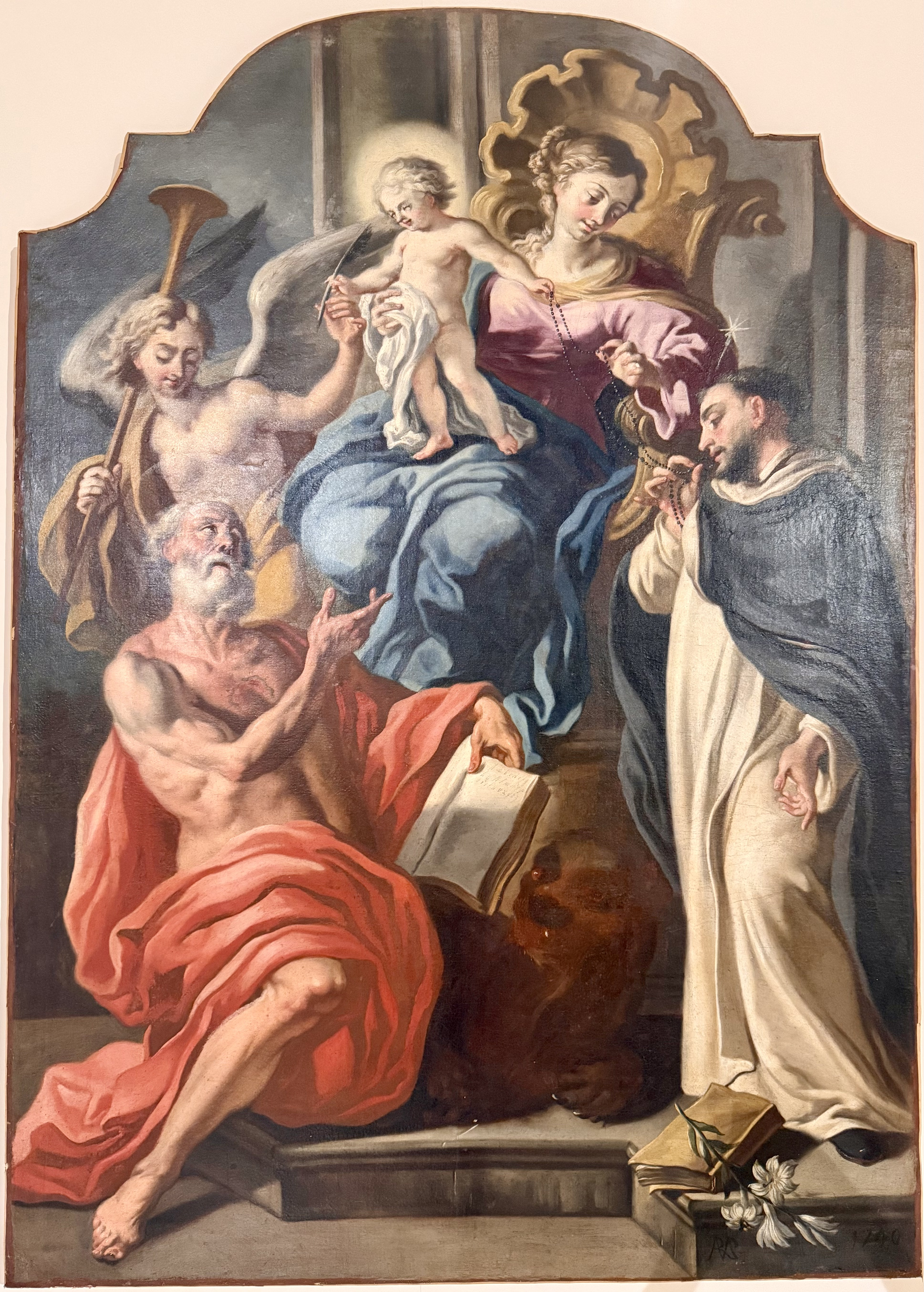
Madonna del Rosario tra i santi Girolamo e Domenico (Michele Ricciardi)
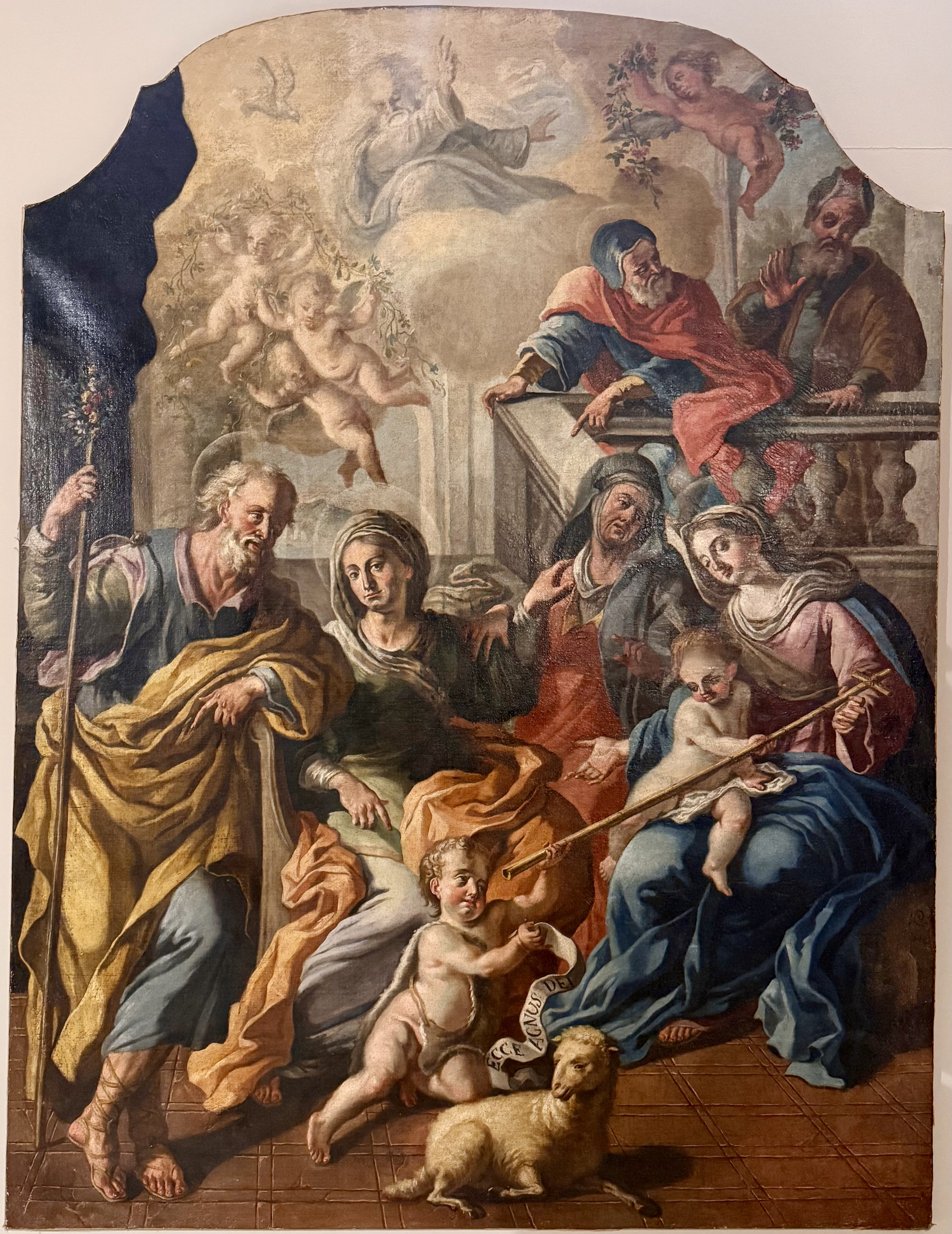
Sacra Famiglia con San Giovannino e i santi Gioacchino, Zaccaria, Anna ed Elisabetta (Michele Ricciardi)

## Festa di san Rocco
Ogni anno si svolge, il 16 agosto, la Solenne Festa di san Rocco che rappresenta per Penta un momento di grande unità e intimità con le proprie radici.